# Lamposaari (ö i Södra Savolax, S:t Michel, lat 61,97, long 26,45)
Lamposaari är en ö i Finland. Den ligger i sjön Puula och i kommunen Kangasniemi i den ekonomiska regionen  S:t Michel och landskapet Södra Savolax, i den södra delen av landet, 210 km norr om huvudstaden Helsingfors. Öns area är 12,2 hektar och dess största längd är 0,6 kilometer i nord-sydlig riktning.